# Cyperus canus
Cyperus canus är en halvgräsart som beskrevs av Jan Svatopluk Presl och Karel Presl. Cyperus canus ingår i släktet papyrusar, och familjen halvgräs. Inga underarter finns listade i Catalogue of Life.